# Rhus

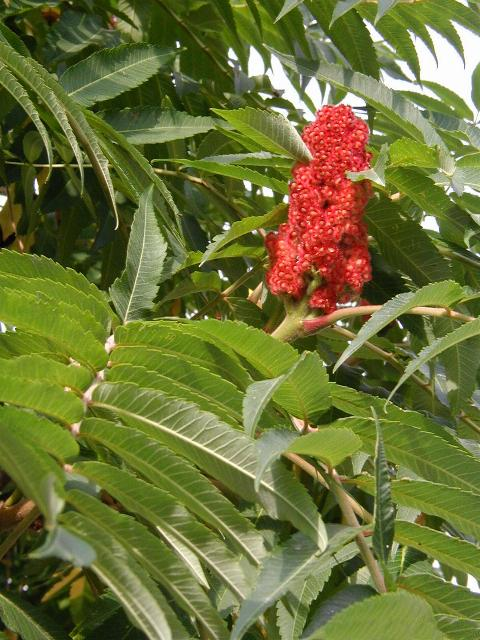
Essigbaum (Rhus typhina)

Die Pflanzengattung Rhus gehört zur Familie der Sumachgewächse (Anacardiaceae) und umfasst etwa 150 bis 250 Arten. Dazu gehören zum einen die Arten der ehemaligen Gattung Toxicodendron, die Giftsumach oder manchmal auch Gifteichen (Rhus diversiloba und Rhus toxicodendron) oder Kletternder Giftsumach genannt werden, zum anderen viele Arten, die man als Sumach bezeichnet, zum Beispiel der Essigbaum und der Gerber-Sumach. Viele Arten sind von wirtschaftlicher Bedeutung bei der Herstellung von Gerb- und Färbemitteln. Viele Arten sind mehr oder weniger giftig und können Hautreizungen hervorrufen. Einige Arten werden in der mediterranen und nahöstlichen Küche als Gewürz verwendet, insbesondere Rhus coriaria (Säure-Sumach), der sogar gesundheitsfördernde Wirkungen haben soll.

## Beschreibung

### Vegetative Merkmale
Rhus-Arten sind verholzende Pflanzen: in der Mehrzahl laubabwerfende oder immergrüne Sträucher, seltener Lianen oder kleine Bäume. Sie besitzen fleischige Wurzeln. Die meisten Arten führen Milchsaft. Die wechselständigen Laubblätter sind meist unpaarig gefiedert. Die Rhachis ist manchmal geflügelt. Die gestielten oder sitzenden Fiederblättchen besitzen einen gesägten oder glatten Rand.

### Generative Merkmale
Eine Mehrzahl der Arten ist zweihäusig getrenntgeschlechtig (diözisch), die übrigen sind polygam. Es werden end- und seitenständige, rispige oder thyrsoide Blütenstände gebildet. Die Blüten stehen über haltbaren oder hinfälligen Deckblättern. Die relativ kleinen, fünfzähligen Blüten sind zwittrig oder fakultativ eingeschlechtig und haben fünf Kronblätter und fünf Staubblätter, die unter einem braunen Diskus entspringen. Der einkammerige Fruchtknoten enthält nur eine Samenanlage. Die drei Griffel sind oft an ihrer Basis verwachsen.
Es werden rundliche oder etwas abgeflachte, bei Reife rote Steinfrüchte gebildet, mit sehr hartem Endokarp, harzigem, rotem Mesokarp und dünnem Exokarp, wobei das Meso- und Exokarp verwachsen sind. Die Samen keimen epigäisch und enthalten kein Endosperm (also kein Nährgewebe für den Samen).

## Vorkommen
Das Verbreitungsgebiet sind die gemäßigten und subtropischen Zonen vor allem in Südafrika und dem afrikanischen Tropengebirge, in West-, Mittel- und Ostasien, Nordamerika, Nordafrika und Europa. 
Sie kommen an steinigen Abhängen vor und sind widerstandsfähig gegen Frost und Trockenheit, brauchen viel Licht.

## Systematik
Der Gattungsname Rhus wurde durch Carl von Linné in Species Plantarum, 1, 1753, S. 265–267 mit mehreren Arten erstveröffentlicht. Als Lectotypus wurde Rhus coriaria L. von N. L. Britton & A. Brown in Ill. Fl. N.U.S., 2. Auflage, 2, 1913, S. 481 festgelegt. Ein Synonym für Rhus L. ist Baronia Baker, Duckera F.A.Barkley, Malosma Nutt. ex Abrams, Melanococca Blume, Neostyphonia Shafer, Schmaltzia Desv. ex Small, Schmalzia Desv. ex DC., Searsia F.A.Barkley, Terminthia Bernh., Toxicodendron Mill., Trujanoa La Llave.
Der Gattungsname Rhus wurde schon von den Römern verwendet und leitet sich vom griechischen rhous ῥοῦς ab, das wahrscheinlich auch von den Griechen aus einer anderen, heute nicht mehr fassbaren Mittelmeersprache entlehnt wurde. Mit rhus bezeichneten die Römer den Gerbersumach (Rhus coriaria) der in Vorderasien verbreitet ist, und auch rhus Syriaca genannt wurde. Er war in der Antike als Gewürz- und Heilpflanze und als Lieferant von Gerbstoffen bekannt.
Die Gattung Rhus gehört in die Unterfamilie der Anacardioideae innerhalb der Familie der Anacardiaceae.
Die Taxonomie der Gattung hat sich im Laufe der Zeit mehrfach geändert. Einige Autoren unterscheiden neben der Gattung Rhus noch die Gattungen Toxicodendron Mill. und Schmaltzia Desv., deren Arten sonst der Gattung Rhus zugerechnet werden. Dadurch schwankt die Zahl der enthaltenen Arten erheblich und wird mit Werten zwischen 35 und 200 angegeben.
Nach Miller wird die Gattung Rhus in zwei Untergattungen und mehrere Sektionen gegliedert:
- Untergattung Rhus: Mit etwa 10 Arten. Das Areal ist disjunkt: Nordamerika (vier Arten), Ostasien (drei Arten), Hawaii (eine Art), und Europa (eine Art).
- Untergattung Lobadium (Raf.) A. Gray: Mit drei Sektionen und etwa 25 Arten. Mit Arealen von Nordamerika bis Mittelamerika:
  - Sektion Lobadium (Raf.) DC.
  - Sektion Styphonia
  - Sektion Sumac DC.

Nach Rehder werden nur zwei Sektionen unterschieden:
- Sektion Sumac DC., mit Blüten in endständigen Rispen, dicht behaarten, roten Früchten und gefiederten Blättern
- Sektion Toxicodendron A.Gray, mit axillären Blütenständen und weißlichen bis bräunlichen, kahlen Früchten

### Arten
Von den etwa 150 bis 250 Arten leben etwa 100 in den außertropischen Gebieten der Nord- und Südhalbkugel, etwa 20 davon in temperierten und semiariden Gebieten Nordamerikas, etwa 60 im gemäßigten Asien und nur drei Arten in Europa. In Mitteleuropa kommt keine Art natürlich vor, der Essigbaum (Rhus typhina) ist aber häufig kultiviert und aus Kultur verwildert zu finden.
| - Arten in Afrika: - Rhus chirindensis Baker f. (Syn.: Rhus legatii Schönland) - Rhus dentata Thunb. - Rhus erosa Thunb. - Rhus gueinzii Sond. - Rhus kirkii Oliv. - Rhus laevigata L. - Weiden-Essigbaum (Rhus lancea L. f.) - Gebirgs-Karee (Rhus leptodictya Diels) - Rhus longispina Eckl. & Zeyh. - Glänzendblättiger Essigbaum (Rhus lucida L.) - Rhus natalensis Bernh. ex Krauss - Weiße Karee (Rhus pendulina Jacq.) - Rhus pyroides Burch. - Rhus quartiniana A.Rich. - Rhus tenuipes R. & A.Fern. - Rhus transvaalensis L.C.Leach - Rhus viminalis Aiton - Rhus wildii R. & A.Fern. - Rhus zeyheri Sond. - Arten in Asien: - Rhus ambigua Lav. ex Dipped. - Gallen-Sumach (Rhus chinensis Mill.) - Rhus dhuna Buch.-Ham. ex Hook. f. - Rhus hookeri Sahni & Bahadur - Rhus hypoleuca Champion ex Bentham - Rhus javanica L. - Rhus lancea L. f. - Rhus mysurensis Heyne ex Wight & Arn. - Rhus parviflora Roxb. - Rhus potaninii Maxim.: Vorkommen in China - Punjab-Sumach (Rhus punjabensis J.L.Stewart ex Brandis) - Rhus orientalis (Greene) C.K. Schneid. - Rhus succedanea L. - Rhus sylvestris Sieb. & Zucc. - Rhus teniana Handel-Mazzetti - Rhus trichocarpa Miq. - Lackbaum (Rhus verniciflua Stokes): der Lieferant des Urushi. - Rhus wilsonii Hemsley - Rhus wallichii Hook. f. | - Arten im Mittelmeergebiet: - Gerber-Sumach oder Gewürzsumach (Rhus coriaria L.) - Rhus pentaphylla (Jacq.) Desf. - Rhus tripartita (Ucria) Grande - Arten im östlichen Nordamerika: - Duftender Sumach (Rhus aromatica Aiton) - Geflügelter Sumach (Rhus copallinum L.): Strauch oder kleiner Baum, aus dem Kopalharz und Gerbstoffe gewonnen werden - Glatter Sumach oder Scharlach-Sumach (Rhus glabra L.): häufig anzutreffender Strauch oder Baum mit einer Höhe von 3 bis 4 Meter - Prärie-Sumach (Rhus lanceolata (A. Gray) Britton) - Michauxs Sumach (Rhus michauxii Sarg.) (bedrohte Art) - Kletternder Gift-Sumach (Rhus radicans L.): eine Kletterpflanze - Essigbaum oder Hirschkolben-Sumach (Rhus typhina L.; Syn.:Rhus hirta (L.) Sudw.) - Eichenblättriger Giftsumach oder Gifteiche (Rhus toxicodendron L.) - Rhus vernix L.: Mit englischen Trivialnamen poison sumac, kommt nur in Feuchtgebieten der östlichen USA vor. - Arten im westlichen Nordamerika: - Rhus choriophylla Wooton & Standl. - Lorbeer-Sumach (Rhus laurina Nutt.) - Limonaden-Sumach (Rhus integrifolia (Nutt.) Benth. & Hook. f. ex Rothr.) - Wüsten-Sumach (Rhus microphylla Engelm.) - Zucker-Sumach (Rhus ovata S. Watson) - Dreilappiger Sumach (Rhus trilobata Nutt.): Es ist ein 1 bis 2 Meter hoher, übelriechender Strauch. - Immergrüner Sumach (Rhus virens Lindh. ex A. Gray) - Arten in Mexiko und Mittelamerika: - Müllers Sumach (Rhus muelleri Standl. & F.A. Barkley): eine bedrohte Art aus dem nordöstlichen Mexiko - Arten in Australien: - Rhus taitensis Guill. - Arten im Pazifikgebiet/Ozeanien: - Rhus sandwicensis A.Gray: Es ist ein Endemit auf Hawaii. |